# Кейсі (Вайомінг)
Кейсі (англ. Kaycee) — місто (англ. town) в США, в окрузі Джонсон штату Вайомінг. Населення — 247 осіб (2020).

## Географія
Кейсі розташоване за координатами 43°42′36″ пн. ш. 106°38′17″ зх. д. / 43.71000° пн. ш. 106.63806° зх. д. (43.709867, -106.638002).  За даними Бюро перепису населення США в 2010 році місто мало площу 1,06 км², з яких 1,03 км² — суходіл та 0,03 км² — водойми.

### Клімат
| Клімат : Кейсі                     | Клімат : Кейсі | Клімат : Кейсі | Клімат : Кейсі | Клімат : Кейсі | Клімат : Кейсі | Клімат : Кейсі | Клімат : Кейсі | Клімат : Кейсі | Клімат : Кейсі | Клімат : Кейсі | Клімат : Кейсі | Клімат : Кейсі | Клімат : Кейсі |
| Показник                           | Січ.           | Лют.           | Бер.           | Квіт.          | Трав.          | Черв.          | Лип.           | Серп.          | Вер.           | Жовт.          | Лист.          | Груд.          | Рік            |
| Абсолютний максимум, °C            | 21,7           | 21,7           | 25,0           | 30,6           | 33,9           | 40,0           | 41,1           | 41,7           | 38,3           | 31,1           | 25,6           | 21,1           | 41,7           |
| Середній максимум, °C              | 1,8            | 4,4            | 9,1            | 13,8           | 19,1           | 25,9           | 30,3           | 29,8           | 23,7           | 16,6           | 7,4            | 3,0            | 15,5           |
| Середня температура, °C            | −6,4           | −3,4           | 1,4            | 6,0            | 11,3           | 17,3           | 21,1           | 20,2           | 14,0           | 7,6            | −0,7           | −5,1           | 7,0            |
| Середній мінімум, °C               | −14,7          | −11,2          | −6,4           | −1,9           | 3,5            | 8,7            | 11,8           | 10,6           | 4,2            | −1,5           | −8,8           | −13,2          | −1,5           |
| Абсолютний мінімум, °C             | −42,8          | −38,3          | −30,6          | −20,6          | −11,1          | −3,9           | −0,6           | −2,2           | −10,6          | −20,6          | −38,3          | −41,1          | −42,8          |
| Норма опадів, мм                   | 11             | 10             | 21             | 38             | 65             | 53             | 32             | 22             | 28             | 33             | 14             | 10             | 337            |
| ---------------------------------- | -------------- | -------------- | -------------- | -------------- | -------------- | -------------- | -------------- | -------------- | -------------- | -------------- | -------------- | -------------- | -------------- |
| Джерело: NOAA (normals, 1971–2000) |                |                |                |                |                |                |                |                |                |                |                |                |                |

## Демографія
Згідно з переписом 2010 року, у місті мешкали 263 особи в 115 домогосподарствах у складі 76 родин. Густота населення становила 248 осіб/км².  Було 134 помешкання (126/км²).
Расовий склад населення:
| - 98,9 % — білих |

До двох чи більше рас належало 1,1 %. Частка іспаномовних становила 5,3 % від усіх жителів.
За віковим діапазоном населення розподілялося таким чином: 21,3 % — особи молодші 18 років, 59,7 % — особи у віці 18—64 років, 19,0 % — особи у віці 65 років та старші. Медіана віку мешканця становила 42,3 року. На 100 осіб жіночої статі у місті припадало 102,3 чоловіків;  на 100 жінок у віці від 18 років та старших — 97,1 чоловіків також старших 18 років.
Середній дохід на одне домашнє господарство  становив 59 107 доларів США (медіана — 54 853), а середній дохід на одну сім'ю — 67 784 долари (медіана — 60 313). Медіана доходів становила 56 806 доларів для чоловіків та 45 662 долари для жінок. За межею бідності перебувало 0,4 % осіб, у тому числі 0,0 % дітей у віці до 18 років та 0,0 % осіб у віці 65 років та старших.
Цивільне працевлаштоване населення становило 112 особи. Основні галузі зайнятості: освіта, охорона здоров'я та соціальна допомога — 30,4 %, сільське господарство, лісництво, риболовля — 25,0 %, мистецтво, розваги та відпочинок — 11,6 %, транспорт — 7,1 %.
За даними перепису 2000 року,
на території муніципалітету мешкало 249 людей, було 103 садиб та 69 сімей.
Густота населення становила 369,8 осіб/км². Було 121 житлових будинків.
З 103 садиб у 36,9% проживали діти до 18 років, подружніх пар, що мешкали разом, було 57,3 %,
садиб, у яких господиня не мала чоловіка — 6,8 %, садиб без сім'ї — 33,0 %.
Власники 31,1 % садиб мали вік, що перевищував 65 років, а в 12,6 % садиб принаймні одна людина була старшою за 65 років.
Кількість людей у середньому на садибу становила 2,42, а в середньому на родину 3,04.
Середній річний дохід на садибу становив 33 056 доларів США, а на родину — 40 250 доларів США.
Чоловіки мали дохід 25 833 доларів, жінки — 21 875 доларів.
Дохід на душу населення був 16 584 доларів.
Приблизно 10,9 % родин та 14,6 % населення жили за межею бідності.
Серед них осіб до 18 років було 8,6 %.
Середній вік населення становив 37 років.